# NGC 3248
NGC 3248 est une galaxie lenticulaire située dans la constellation du Lion. NGC 3248 a été découverte par l'astronome germano-britannique William Herschel en 1785.

## Caractéristiques
Sa vitesse par rapport au fond diffus cosmologique est de 1 797 ± 23 km/s, ce qui correspond à une distance de Hubble de 26,5 ± 1,9 Mpc (∼86,4 millions d'al).